# Albin Egger-Lienz

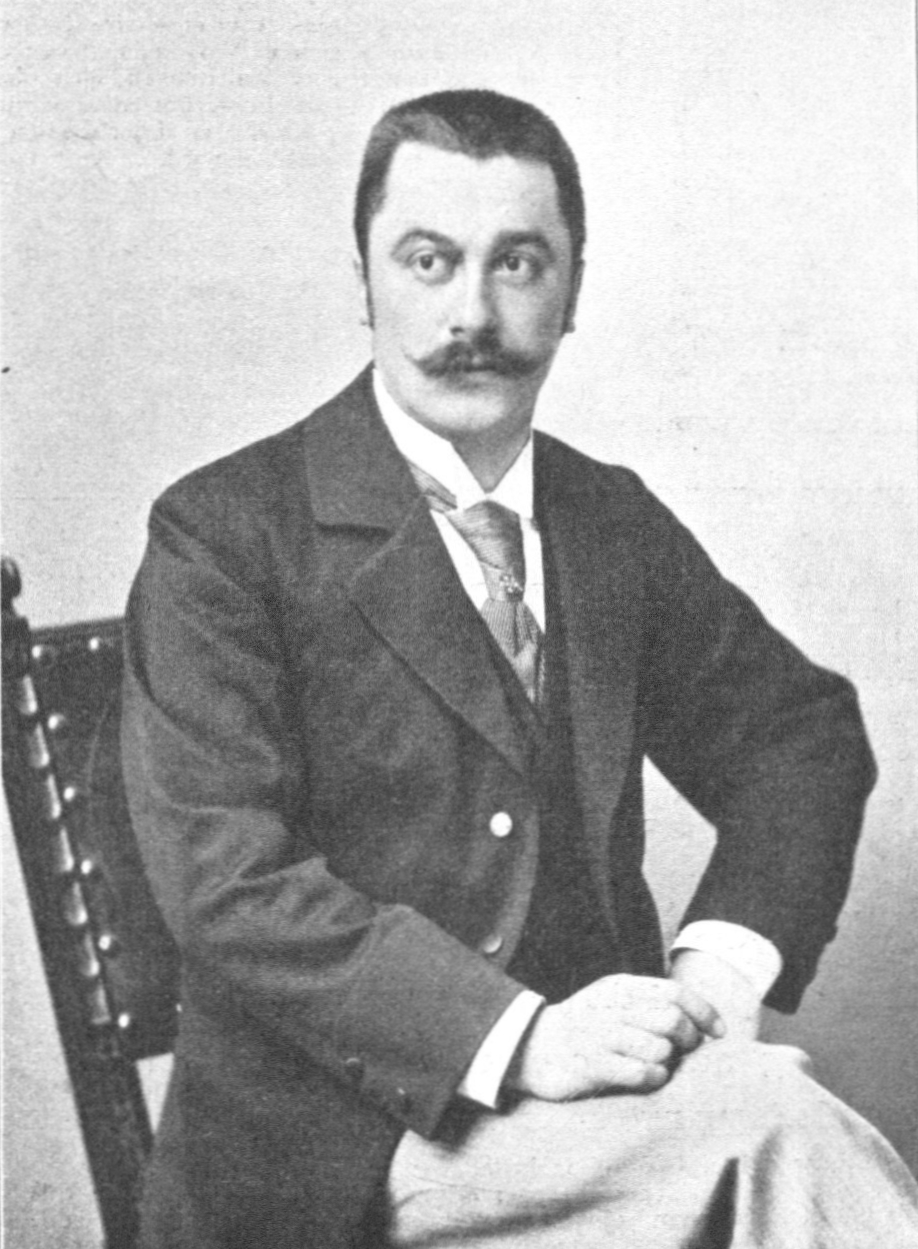
Fotografie (um 1906)

Albin Egger-Lienz (* 29. Jänner 1868 in Stribach bei Lienz (Osttirol); † 4. November 1926 in St. Justina bei Bozen (Südtirol)) war ein österreichischer Maler.

## Leben

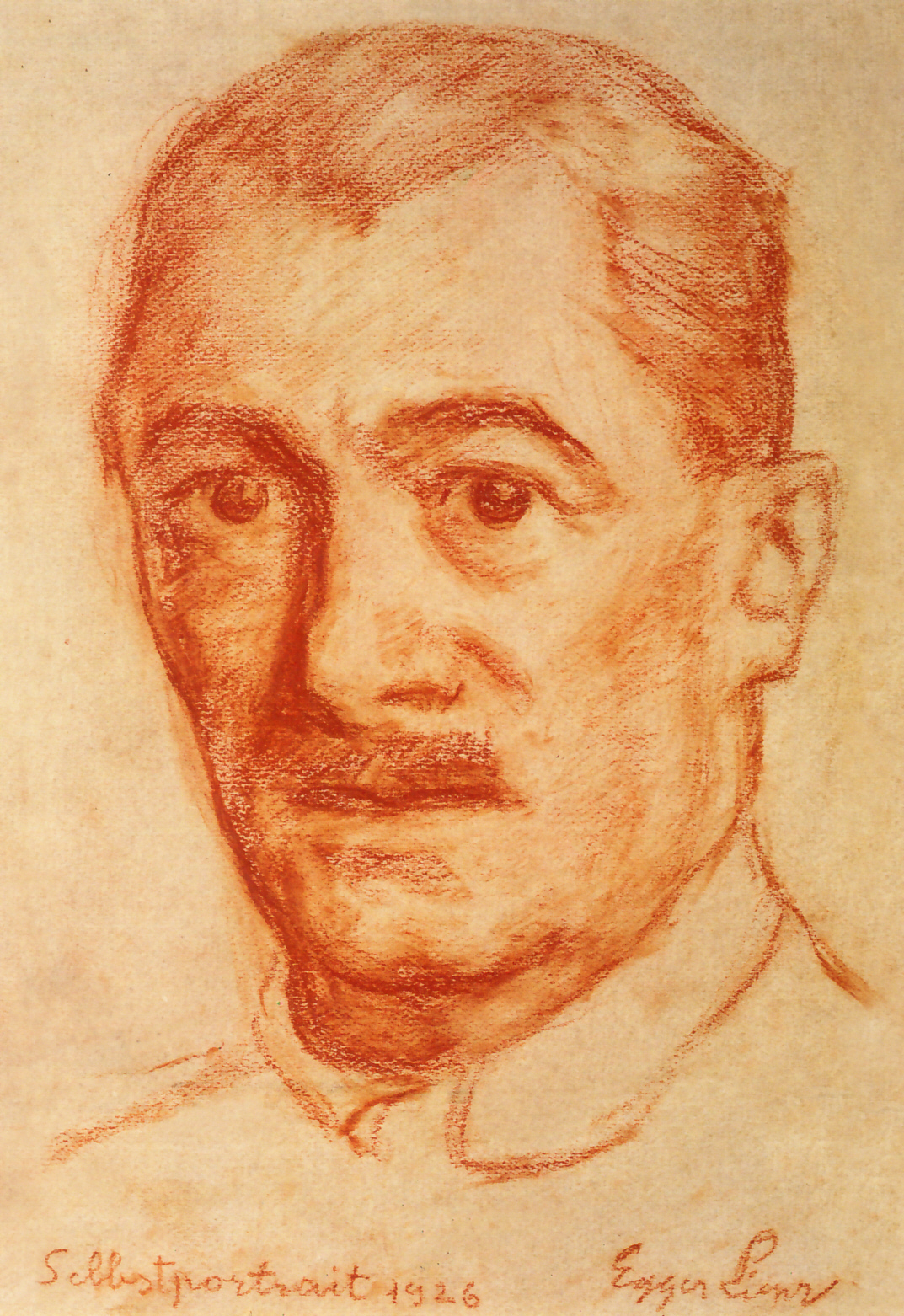
Selbstbildnis (1926)

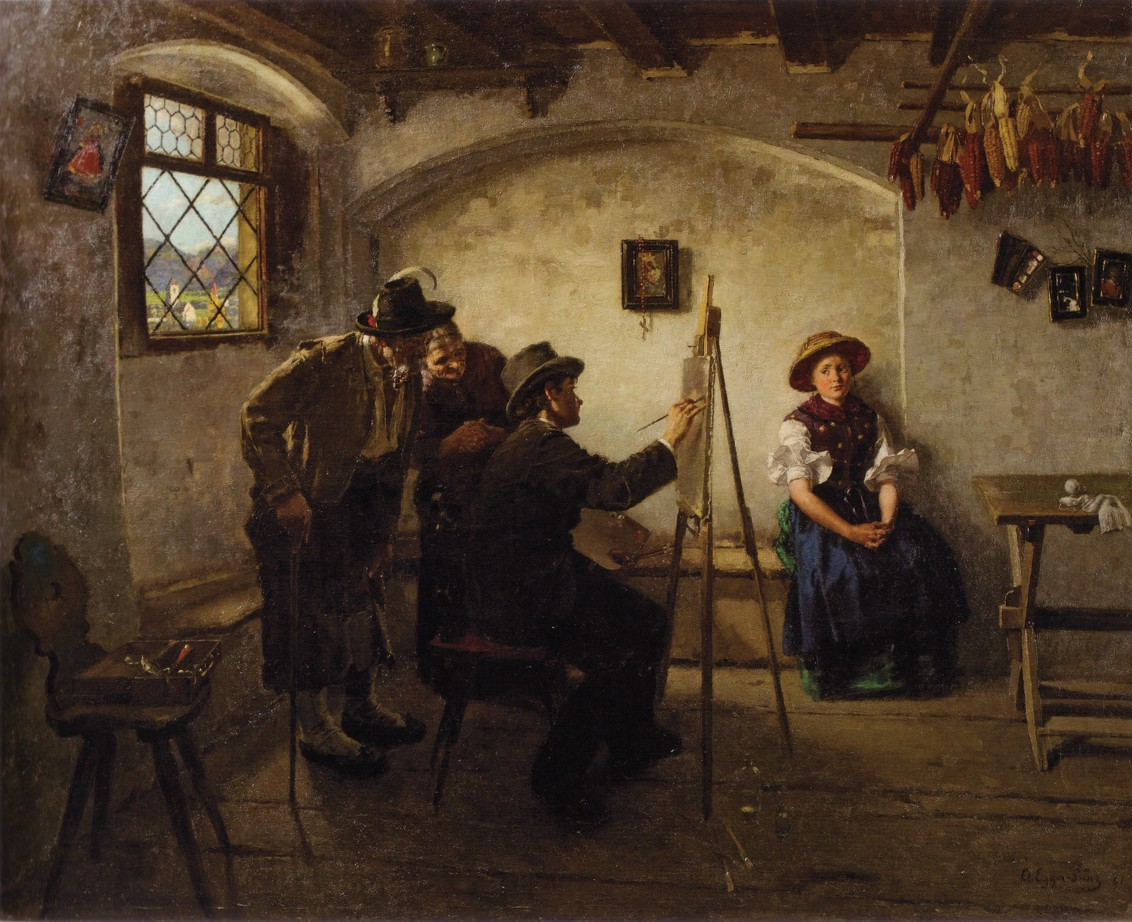
Der Porträtmaler auf dem Lande (1891)

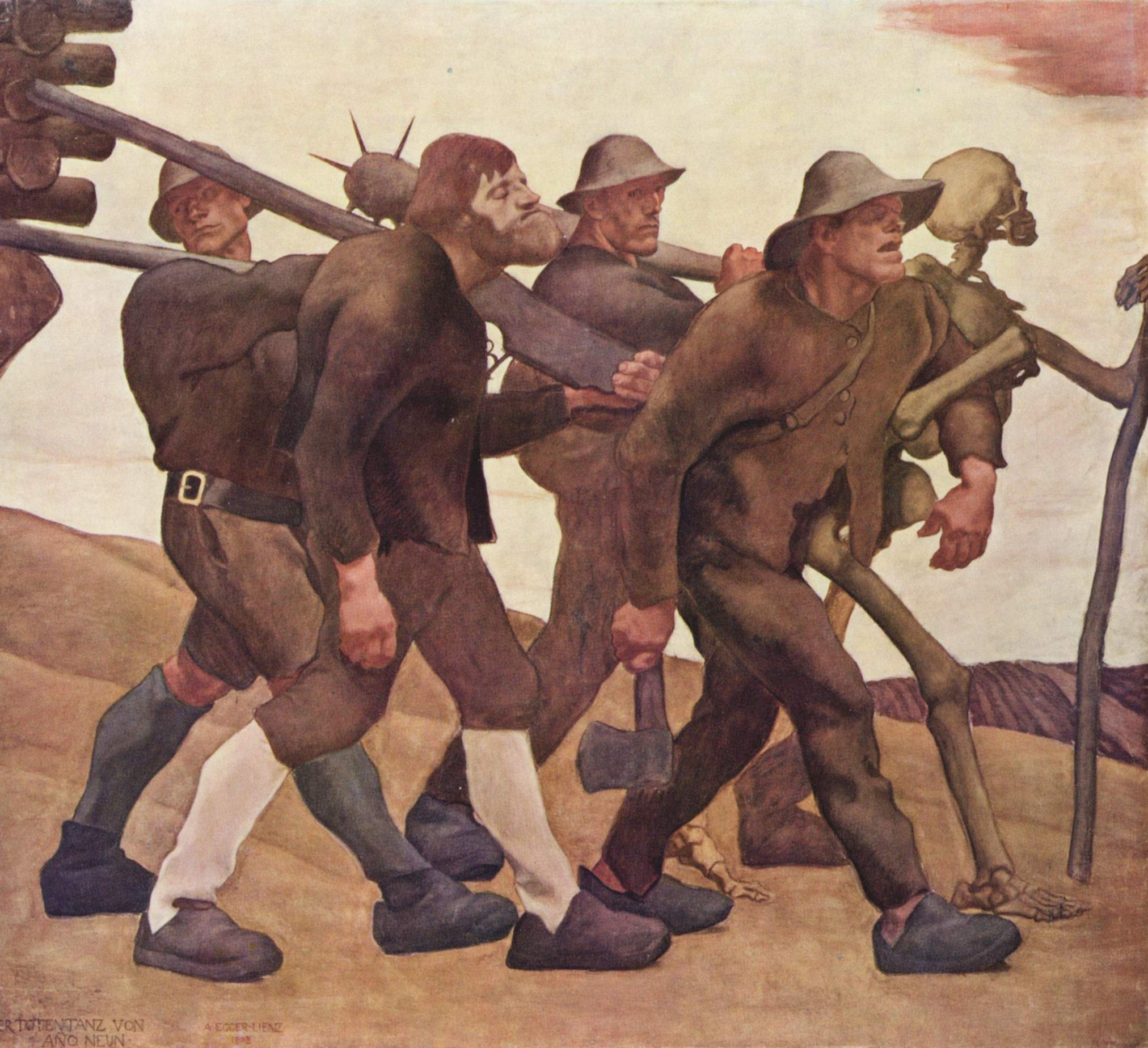
Der Totentanz von Anno Neun (1908)

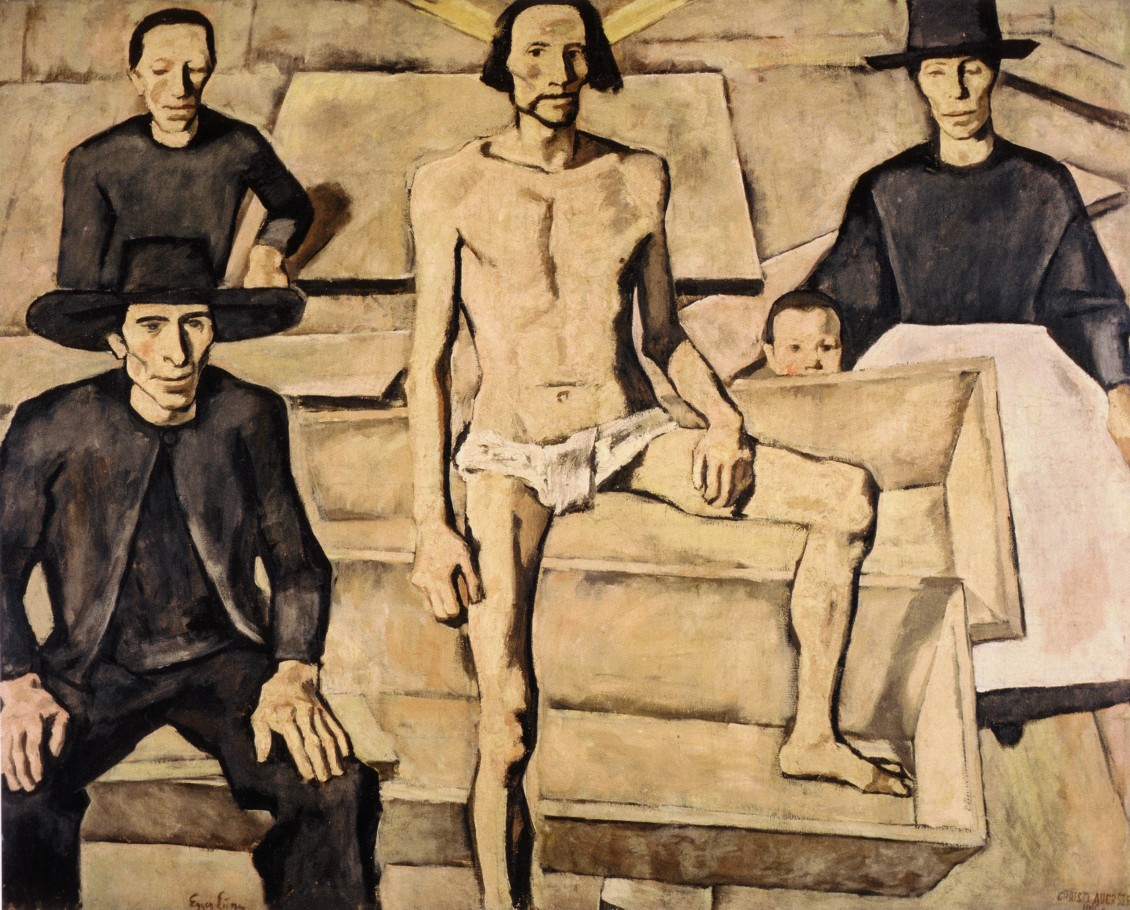
Christi Auferstehung (1923/24). Ein ähnliches Motiv verwendete Egger-Lienz in der Kriegergedächtniskapelle Lienz.

Geboren wurde Albin Egger-Lienz als uneheliches Kind der Maria Trojer und des Kirchenmalers Georg Egger, sein Name war zunächst Ingenuin Albuin Trojer. Erst 1877 erhielt er die Bewilligung, den Familiennamen Egger zu führen. Nach dem Besuch der Volksschule 1875 bis 1882 in Lienz studierte er auf Vermittlung des Vaters und des mit ihm befreundeten Malers Hugo Engl von 1884 bis 1893 Malerei an der Akademie der Bildenden Künste München bei Karl Raupp, Gabriel von Hackl und Wilhelm von Lindenschmit d. J. Während des Studiums erhielt er die Kleine Silberne Medaille der Akademie für das Bild Hl. Familie und die Große Silberne Medaille der Akademie für Karfreitag. Für 1891 ist erstmals die Verwendung des Namens Egger-Lienz nachweisbar. Nach dem Abschluss des Studiums lebte er als freier Maler abwechselnd in München und Osttirol. 1894 erhielt er in Wien für Karfreitag die Kleine Goldene Staatsmedaille.
1899 heiratete Egger-Lienz Laura Helena Dorothea von Egger-Möllwald (* 11. Juni 1877 in Wien; † 22. Oktober 1967 in Wien) und ließ sich in Wien nieder. Hier wurde er 1900 Mitglied der Genossenschaft bildender Künstler Wiens und Gründungsmitglied des Hagenbundes. Bei der Pariser Weltausstellung erhielt er für das Gemälde Feldsegen die Bronzemedaille. 1902 erhielt er für Nach dem Friedensschluss den Kaiserpreis, das Gemälde wurde vom Staat angekauft. 1909 wurde er Mitglied der Wiener Secession. 1910 wurde er vom Professorenkollegium der Wiener Akademie der bildenden Künste als Professor vorgeschlagen. Die Berufung wurde jedoch vom Thronfolger Franz Ferdinand verhindert. Gründe dafür sind in der Zugehörigkeit Eggers zu der von Franz Ferdinand abgelehnten Secession zu suchen wie auch in der Tatsache, dass Egger das Gemälde Der Totentanz Anno Neun im Rahmen der Ausstellung zum 60. Regierungsjubiläum Kaiser Franz Josephs ausgestellt hatte, ein Bild, das nicht patriotisch war und angesichts des fortgeschrittenen Alters des Jubilars nicht als pietätvoll angesehen werden konnte.
Im Jahr darauf ließ sich Egger-Lienz in Hall in Tirol nieder, wo er mit den Künstlern des Brennerkreises verkehrte. 1912 ging er als Lehrer an die Großherzogliche Hochschule für bildende Kunst nach Weimar, wo er nur bis 1913 blieb. Nach einem Sommeraufenthalt an der Katwijk aan Zee in Holland, wo er Meeres- und Dünenbilder malte, ließ er sich in St. Justina bei Bozen nieder. In Klausen betrieben einige seiner Schüler eine Kunstschule unter seiner Leitung. 1914 erschien eine Monografie über ihn von Carl Weigelt.
Bei Ausbruch des Ersten Weltkriegs war Egger-Lienz bereits etablierter Künstler. Ende April 1915 – noch vor der Kriegserklärung Italiens an Österreich-Ungarn – meldete sich Egger-Lienz zu den Tiroler Standschützen, einer Truppe, der vor allem Jahrgänge angehörten, die zunächst nicht der allgemeinen Einberufung unterlagen. Am 19. Mai 1915 wurden die Standschützen einberufen und am folgenden Tag in Bozen vereidigt. Jene Standschützeneinheit, in der Egger-Lienz diente, rückte als Besatzung in die Bergfestung Tombio ein. Der Maler wurde zur Schanzarbeit und zum Tarnen von Kasematten eingesetzt. Ein Festungsarzt, Dr. Friedrich Pfahl aus Innsbruck, konstatierte „Herzbeschwerden beim Aufwärtsgehen“ und ermöglichte so dem zu diesem Zeitpunkt bereits 47-jährigen Egger-Lienz die Heimkehr. Egger-Lienz berichtete nach seiner Heimkehr: „Ich war mit den Standschützen 14 Tage bereits in der Feuerlinie in der vordersten Front auf einer Festung bei Riva, mitten im Kanonendonner, von unserem Fort wurde auch geschossen. Die Besatzung, der auch ich angehörte, hat jedoch nicht einzugreifen gebraucht. Es war aber alles in Bereitschaft. Unsere Grenzen sind derart befestigt, dass die Walschen niemals herein können, ohne immer blutig zurück zu müssen“.
Egger-Lienz wurde in weiterer Folge als künstlerischer Beirat zum Kriegsfürsorgeamt nach Bozen abkommandiert. Seine im Feld gemachten Skizzen und auch kleine Ölbilder stellte er für die Reproduktion zugunsten des Roten Kreuzes, des Kriegsfürsorgeamtes und anderer Hilfsorganisationen zur Verfügung. Von Mitte Jänner bis Mitte Februar 1916 arbeitete er als Kriegsmaler in Folgaria, bis Mai 1916 in Trient. Er besichtigte dabei hochgelegene Gebirgsstellungen und malte mehrere Bilder von der Front, die er auch dem k.u.k. Kriegspressequartier (KPQ) für Ausstellungen zur Verfügung stellte. Ebenso entwarf er Kriegspostkarten sowie Illustrationen für die Tiroler Soldatenzeitung. Das KPQ erteilte ihm die Erlaubnis, „an der Front malen zu dürfen“, wodurch er jedoch nicht in den Stand des KPQ aufgenommen wurde und somit auch nicht als offizieller Kriegsmaler an die Abgabebestimmungen des KPQ gebunden war. Ab Mai 1916 beschäftigte Egger-Lienz der Krieg nur noch in freien, im Atelier gemalten Kompositionen. In dieser Zeit entstand das monumentale Gemälde Den Namenlosen 1914. Egger-Lienz bekannte sich in späteren Jahren zu den Namenlosen als einer seiner stärksten Schöpfungen: „Ich habe in keinem einzigen meiner Bilder je so viel reine Formengröße oder Formensprache erreicht als in der ‚Familie‘ und den ‚Namenlosen‘; die Köpfe des Ersteren sowie die Leiber des Letzteren zeugen davon“.
Nach Kriegsende wurde ihm 1919 die Professur an der Wiener Akademie angeboten, die er jedoch nicht annahm, ebenso wie ein neuerliches Angebot 1925. 1923 bis 1925 beschäftigte ihn die Ausgestaltung der von Clemens Holzmeister entworfenen Kriegergedächtniskapelle in Lienz, in deren Zuge auch das Gemälde Christi Auferstehung entstand. Nach Protesten gegen die Ausgestaltung der Kapelle unter anderen des Dekans verfügte das Heilige Offizium in Rom ein Gottesdienstverbot für die Kapelle. Erst 1950 wurde sie wieder öffentlich zugänglich.
In seinen letzten Lebensjahren wurde Egger-Lienz zum Ehrendoktor der Universität Innsbruck und zum Ehrenbürger von Lienz ernannt. An den ab 1922 zunächst im Stadtmuseum Bozen stattfindenden Bozner Kunstbiennalen nahm Egger-Lienz regelmäßig teil. Josef Soyka und Giorgio Nicodemi veröffentlichten Monografien über ihn. Egger-Lienz starb am 4. November 1926 im Grünwaldhof in St. Justina.

## Werke und Einflüsse
Das Œuvre von Egger-Lienz umfasst vor allem Ölgemälde. Vorstudien wie etwa Zeichnungen und etliche Werke hat er zerstört. Etliche seiner Motive sind in mehreren Bildern und Versionen erhalten. Von einigen Motiven wie den Bergmähern hat er zusätzlich Lithographien angefertigt.
Insgesamt ist Egger-Lienz’ Gesamtwerk von der Behandlung von großen Spannungsfeldern, zwischen Vergänglichkeit, Leben, Leid und Tod geprägt, wobei er dafür besonders im Spätwerk einen Stil entwickelt, der auf Verkürzungen und Verzerrungen von menschlichen Körpern zurückgreift.

### Frühe Phase
Egger-Lienz’ künstlerische Begabung wurden von seinem Vater und dessen Bekannten, dem Maler Hugo Engl, gefördert. Sie ermöglichen ihm auch das Studium der Malerei in München an der Akademie der bildenden Künste. Wichtige Einflüsse waren dabei sein Lehrer, der Historienmaler Wilhelm Lindenschmit d. J., und die Genremalerei etwa von Franz von Defregger, aber auch Mathias Schmid und Alois Gabl. Im Stil der Historienmalerei gestaltet ist etwa das Bild Ave Maria nach der Schlacht am Bergisel (1894/96). Der Manier von Defreggers verpflichtet sind etwa die Stücke Porträtmaler auf dem Lande (1891) und Der Antrag II (1898). Ein wichtiges Thema in dieser Zeit ist das religiöse Leben am Lande, sichtbar etwa in den Bildern Karfreitag (1892/93), Heiliges Grab (1900/01) und Christnacht (1903/05).

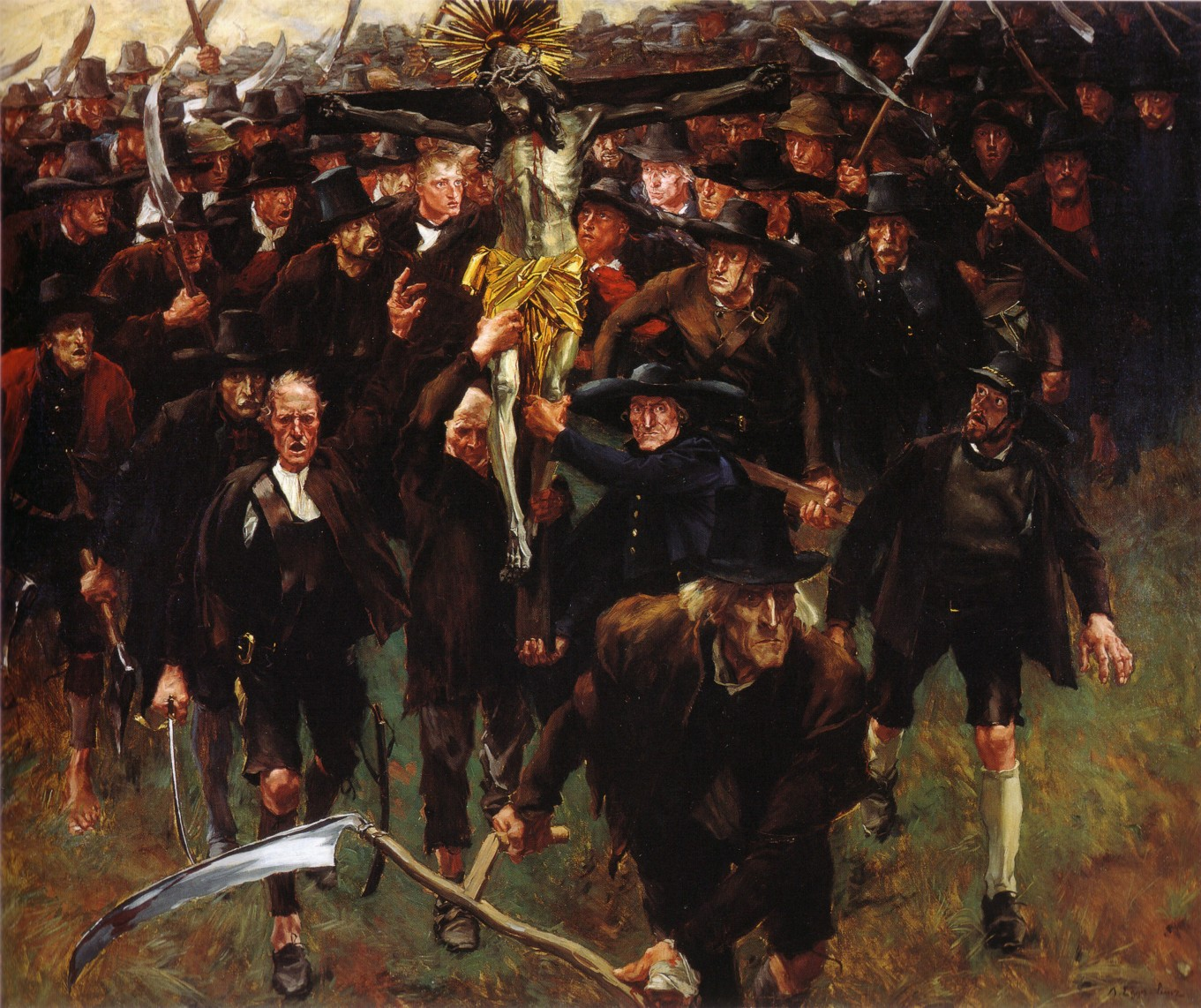
Das Kreuz (1901)

Innerhalb der Historienmalerei entwickelte Egger-Lienz ein eigenes Kompositionsschema, in dem er die vorwiegend statische Bildkomposition der traditionellen Norm aufbrach und Dynamik in die Komposition brachte. Im Ölgemälde Das Kreuz (1901) ist der wie zufällig wirkende Bildausschnitt betont, die Männer drängen fast aus dem Bild heraus, während die anonyme Masse von hinten nachdrängt. Später, in Haspinger Anno Neun (1909), wird diese dynamische Konzeption durch die Betonung der Diagonallinie noch verstärkt.

### Wien – Totentanz und Sämann
Im Herbst 1899 ließ sich Egger-Lienz in Wien nieder. Für das noch in München begonnene Gemälde Das Kreuz wurde ihm auf der XXVIII. Jahresausstellung der Genossenschaft bildender Künstler die Große Goldene Staatsmedaille verliehen, der erhoffte Geldpreis blieb jedoch aus, ebenso der erhoffte Ankauf durch die öffentliche Hand.
Im Bild Nach dem Friedensschluss 1809 (1902) führte er das Historiengemälde hin zur symbolischen Verallgemeinerung. In der Resignation und in der Gestaltung der Figurengruppe ist das Thema des Totentanzes formal vorweggenommen. Wichtige Anregung hierzu war für Egger-Lienz sicher die Bürger von Calais von Auguste Rodin, von denen Gipsmodelle 1901 in der Wiener Secession ausgestellt waren und die ihn stark beeindruckt hatten.

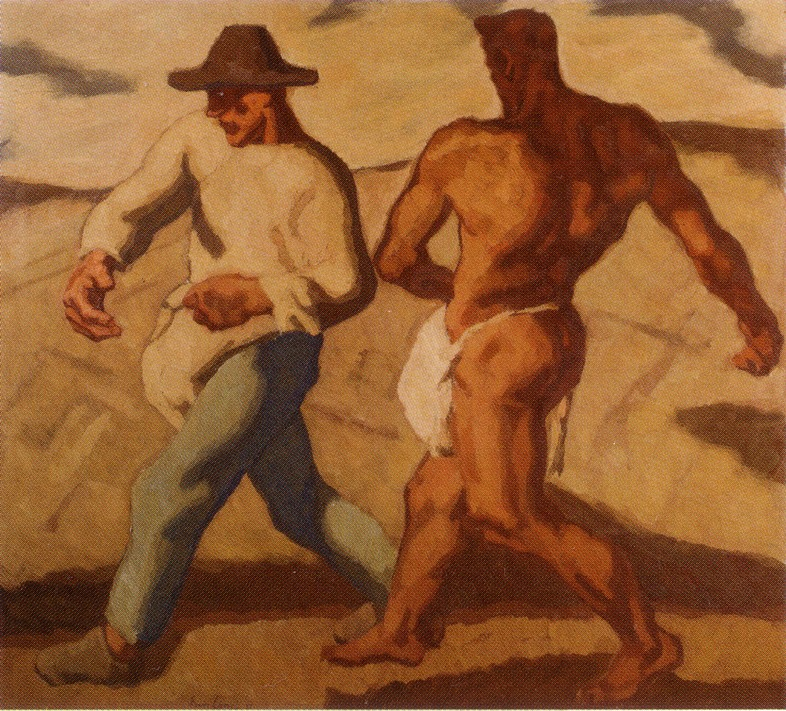
Sämann und Teufel (2. Fassung 1921)

1904 wandte sich Egger-Lienz dem Thema des Sämanns zu, das ihn bis in die 1920er Jahre beschäftigen sollte. Vorbild ist hier Jean-François Millet (Der Sämann, 1851), der eigentliche Auslöser war eher das Werk von Giovanni Segantini, der Millet wesensverwandt ist und von dem 36 Hauptwerke 1901 in der Secession ausgestellt waren. Charakteristisch für Egger-Lienz ist auch hier die lange Zeitdauer von der Aufnahme eines Einflusses bis zur Verarbeitung in eigenen Werken.
1904/05 entstand in Südtirol Die Wallfahrer, dessen formale Konzeption Parallelen zu Ferdinand Hodlers Bild Die Wahrheit (1903) aufweist, das zusammen mit 30 weiteren Werken Hodlers im Frühjahr 1904 in der Secession ausgestellt war. Hatten die ersten Entwürfe zu Die Wallfahrer in der Mitte noch eine sitzende Madonna mit Kind gezeigt, ersetzt Egger-Lienz sie unter dem Einfluss Hodlers durch den Gekreuzigten. Mit diesem Gemälde gelang Egger-Lienz der Durchbruch zur „monumental-dekorativen Periode“.
Ab 1906 beschäftigte er sich mit dem Thema des Totentanzes. Im Sommer entstand in Längenfeld ein erstes Ölgemälde. Kompositorisch dominiert hier die Aneinanderreihung der Figuren, wie bereits im Friedensschluss und den Wallfahrern angewandt. Neben Rodins Bürgern von Calais ist Constantin Meunier ein weiteres Vorbild für die formale Ausgestaltung. Egger-Lienz kannte dessen Werk bereits aus München, und 1906 zeigte der Hagenbund in Wien eine Ausstellung mit 148 Werken Meuniers. Das Bronzerelief Retour des mineurs (Die Rückkehr der Bergleute, 1895/97) weist deutliche Parallelen zum Totentanz auf. Im Herbst 1907 war die erste Ölfassung des Totentanzes fertig, im Februar/März 1908 malte er im Wiener Atelier eine Fassung in Kaseintechnik, die ihm die angestrebte Monumentalität und Stilisierung ermöglichte. Die erste Ölfassung zerschnitt er darauf. In der Folge entstanden im Laufe der Jahre noch weitere 12 erhaltene Fassungen bzw. Versionen.

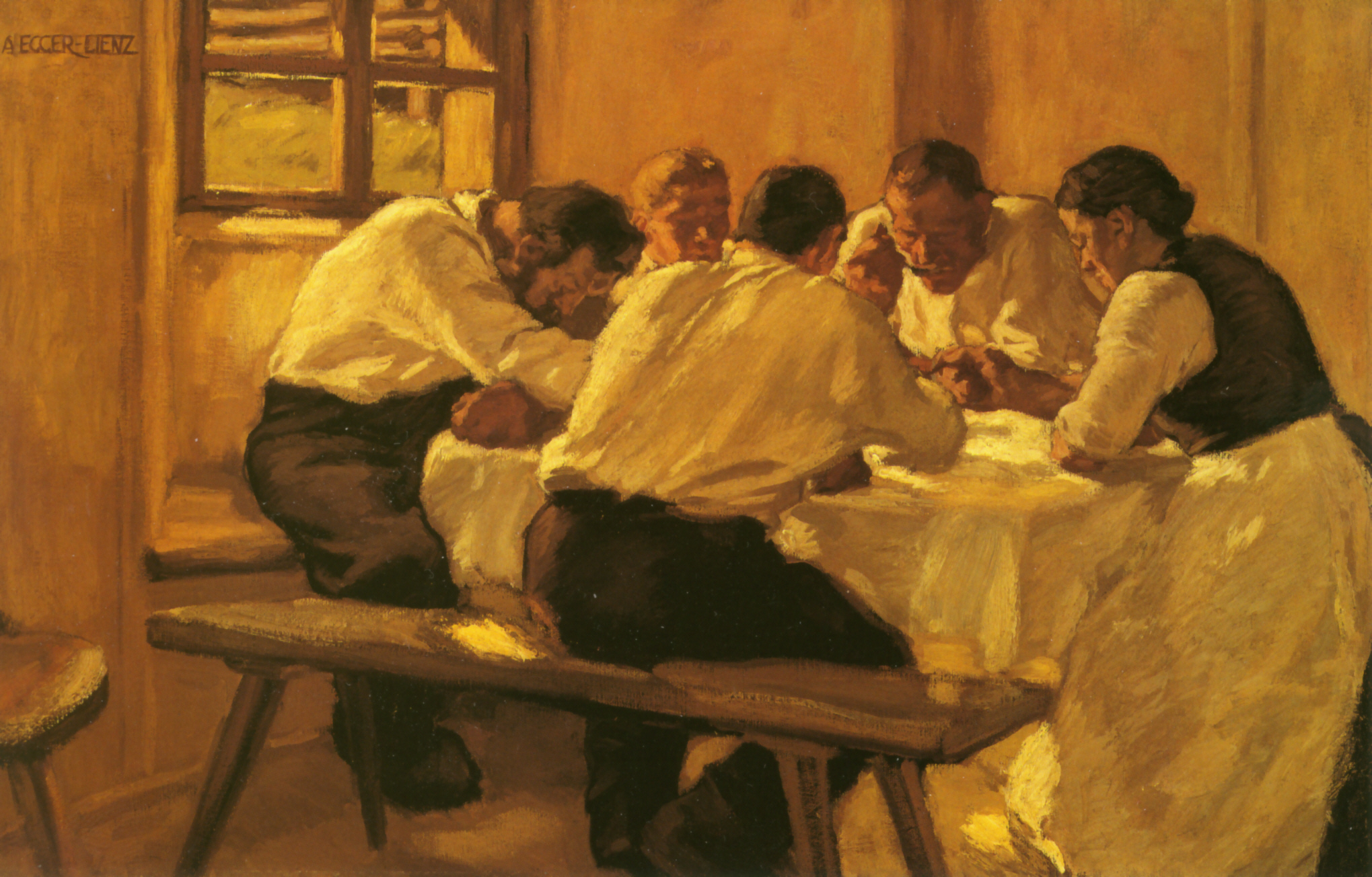
Mittagessen (2. Fassung, 1910)

In der Kaseintechnik entstanden noch die monumentalen Gemälde Einzug König Etzels in Wien (1910), Haspinger Anno Neun (1908/09) und die erste Fassung von Sämann und Teufel (1908/09). Von den ebenfalls in Kasein malenden Zeitgenossen unterschied Egger-Lienz sich durch das Hervorheben der plastischen Körperformen und die Monumentalität im Gegensatz zur Dekorativität des Jugendstils.
Andere Einflüsse sind der Impressionismus, der sich in den Licht durchfluteten Werken Maisernte (1906), Die Bergmäher (1907) und Das Mittagessen (1908) wiederfindet.

### Spätwerk

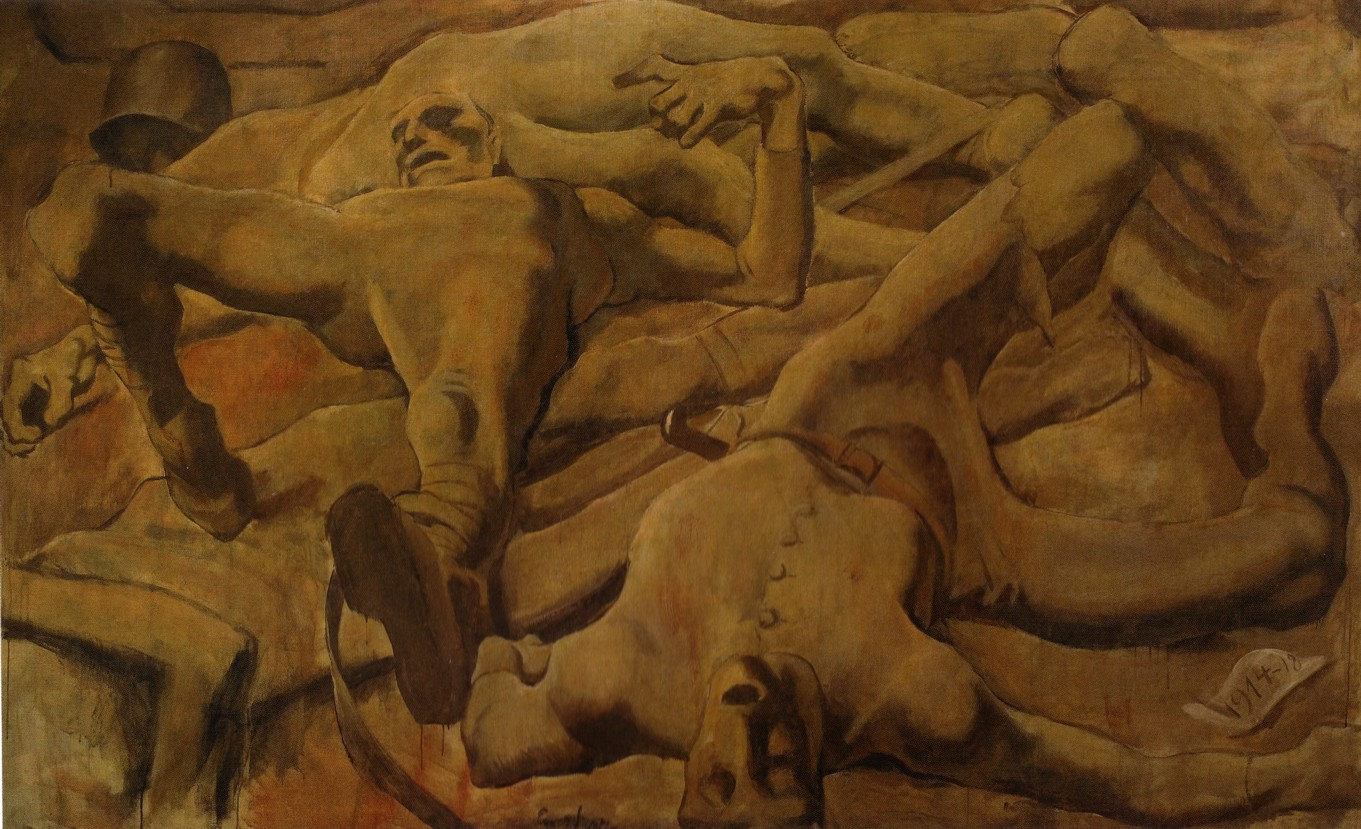
Finale (1918)

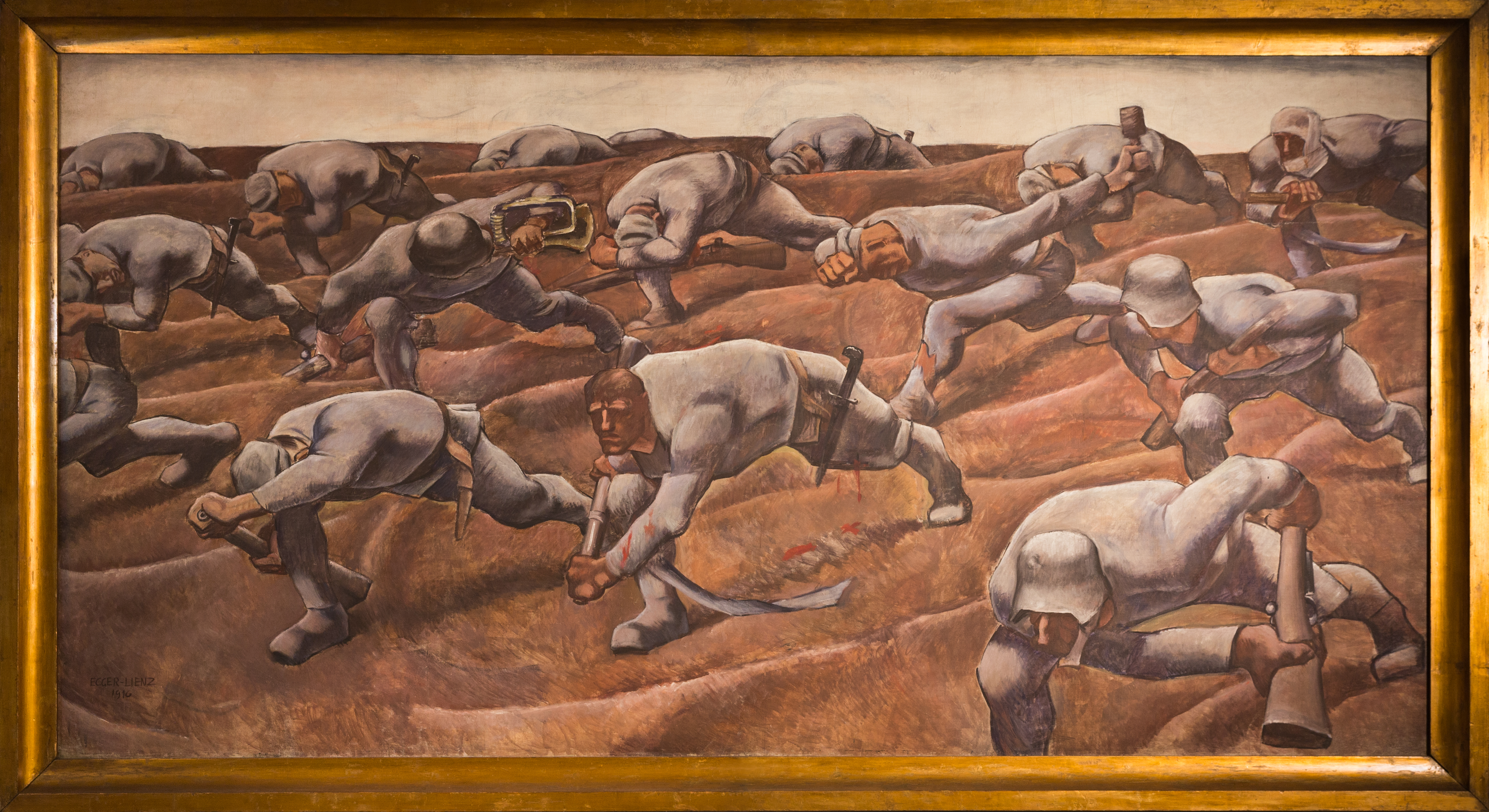
Den Namenlosen (1916)

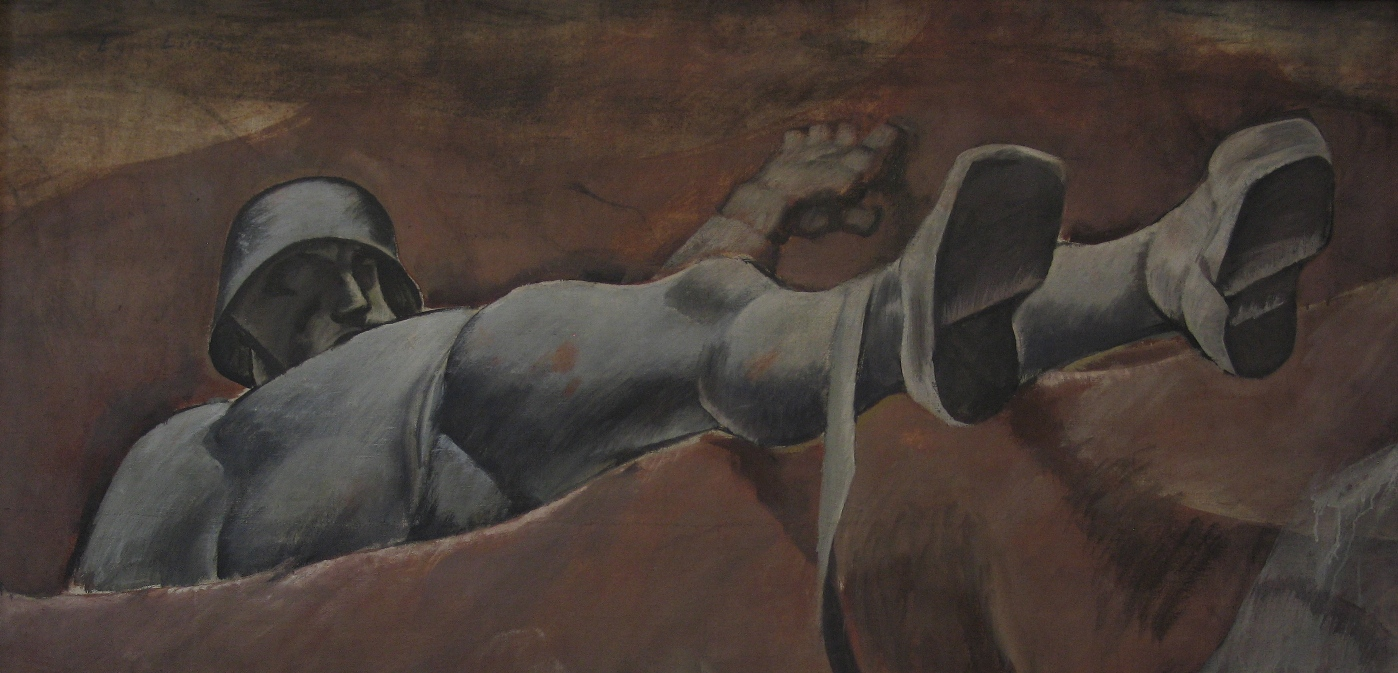
Toter Soldat aus der „Missa Eroica“ (1918)

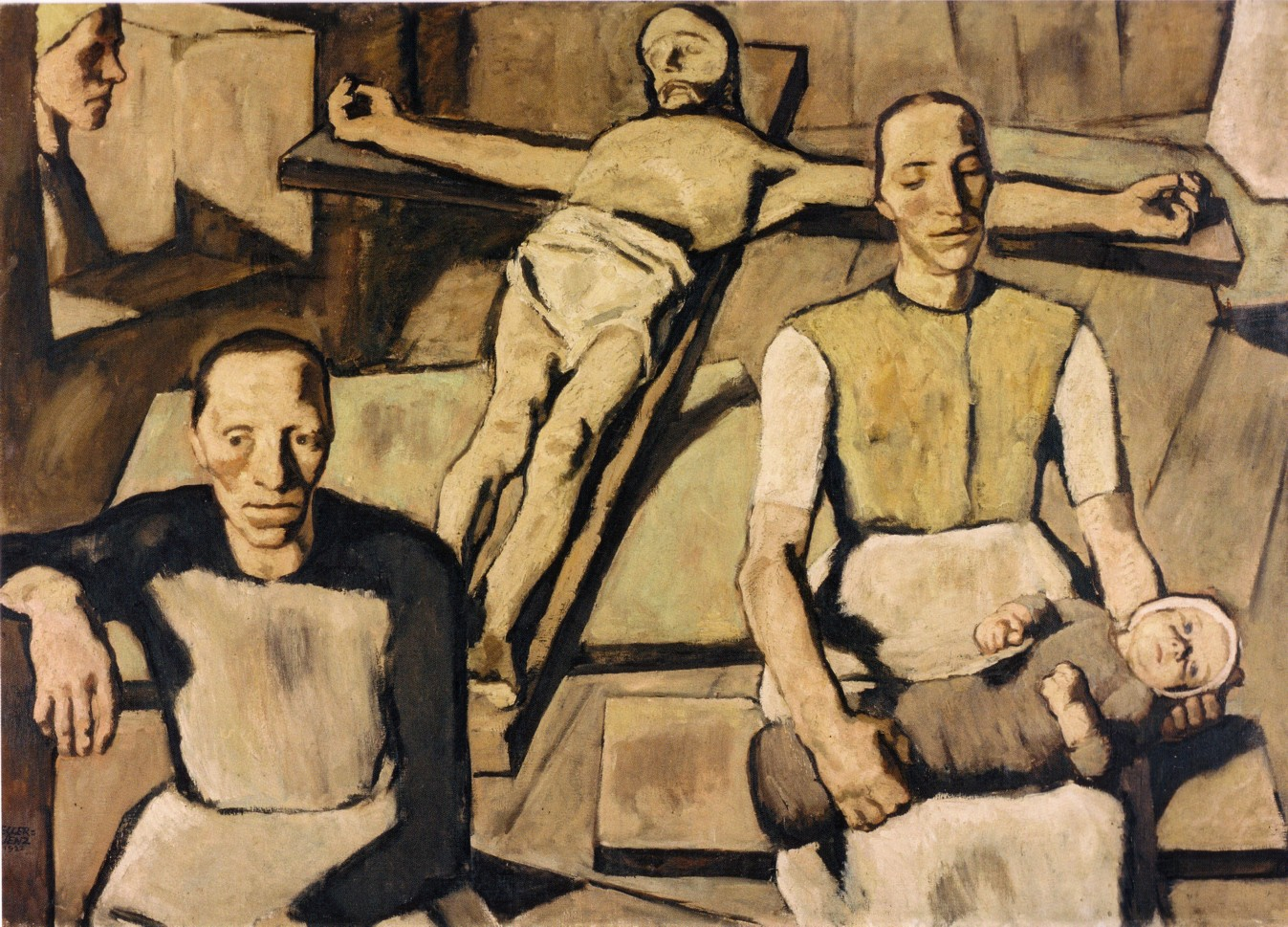
Mütter (1922/23)

Wichtig für die Zeit um 1910 und danach ist die „strenge Reduktion der Formung im Figuralen“. Dies zeigt sich auch in einem Ausspruch Eggers, der für sein späteres Werk zutrifft: „Ich male Formen, keine Bauern.“ Zu dieser Zeit begann Egger auch, sich mit den großen Themen des Seins zu beschäftigen.
Zentrale Themen sind das Schicksal, das Spannungsfeld zwischen Werden und Vergehen. Einige Werke, die er während und kurz nach dem Ersten Weltkrieg malte, sind stark dem deutschen Expressionismus verwandt, ganz besonders das Finale (1918), von Gert Ammann als „das zentrale Werk im Œuvre von Egger-Lienz“ bezeichnet. Auch in anderen Kriegsbildern, wie Den Namenlosen 1914 (1916), im Totenopfer (1918) und in der Missa eroica (1918) liegt die Betonung auf dem in sich geschlossenen Volumen, der kubischen Verkürzung und den Verzerrungen. In den Bildern nach dem Weltkrieg erscheinen auch die Bauern und Bäuerinnen als Zeitzeugen und Botschafter des Leides und des Todes, so etwa in den Gemälden Generationen (1918/19), Kriegsfrauen (1918/22), und Mütter (1922/23). Sie erscheinen als stumme Beobachter einer unheilvollen Welt.

## Rezeption
Die Rezeption Egger-Lienz’ nach seinem Tod war stark von politischen Kriterien beeinflusst. Vielfach wurde sein Werk der Sphäre einer konservativen, wenn nicht gar faschistischen Ästhetik zugerechnet, später aber wieder positiver rezipiert. Während Egger-Lienz von österreichischen Autoren eher als Vertreter der Moderne und als Pazifist gesehen wird, deuten ihn internationale Experten eher als Vorläufer der nationalsozialistischen Malerei. 
Zu seinen Lebzeiten ist diese politische Einordnung noch nicht bemerkbar, so schreibt Leo Trotzki über eine Ausstellung der Sezession 1909: Den hervorragendsten Platz nimmt auf der Ausstellung Albin Egger-Lienz ein, merken sie sich seinen Namen. […] Sein „Haspinger“, seine „Sämänner“ sind unzweifelhaft und in höchstem Maße vollkommene Wandmalerei. Carlo Carrà, einer der wichtigsten Theoretiker des italienischen Futurismus, bezeichnete ihn als einen von drei hervorstechenden Künstlern der XIII. Internationalen Kunstausstellung in Venedig im Jahr 1922.

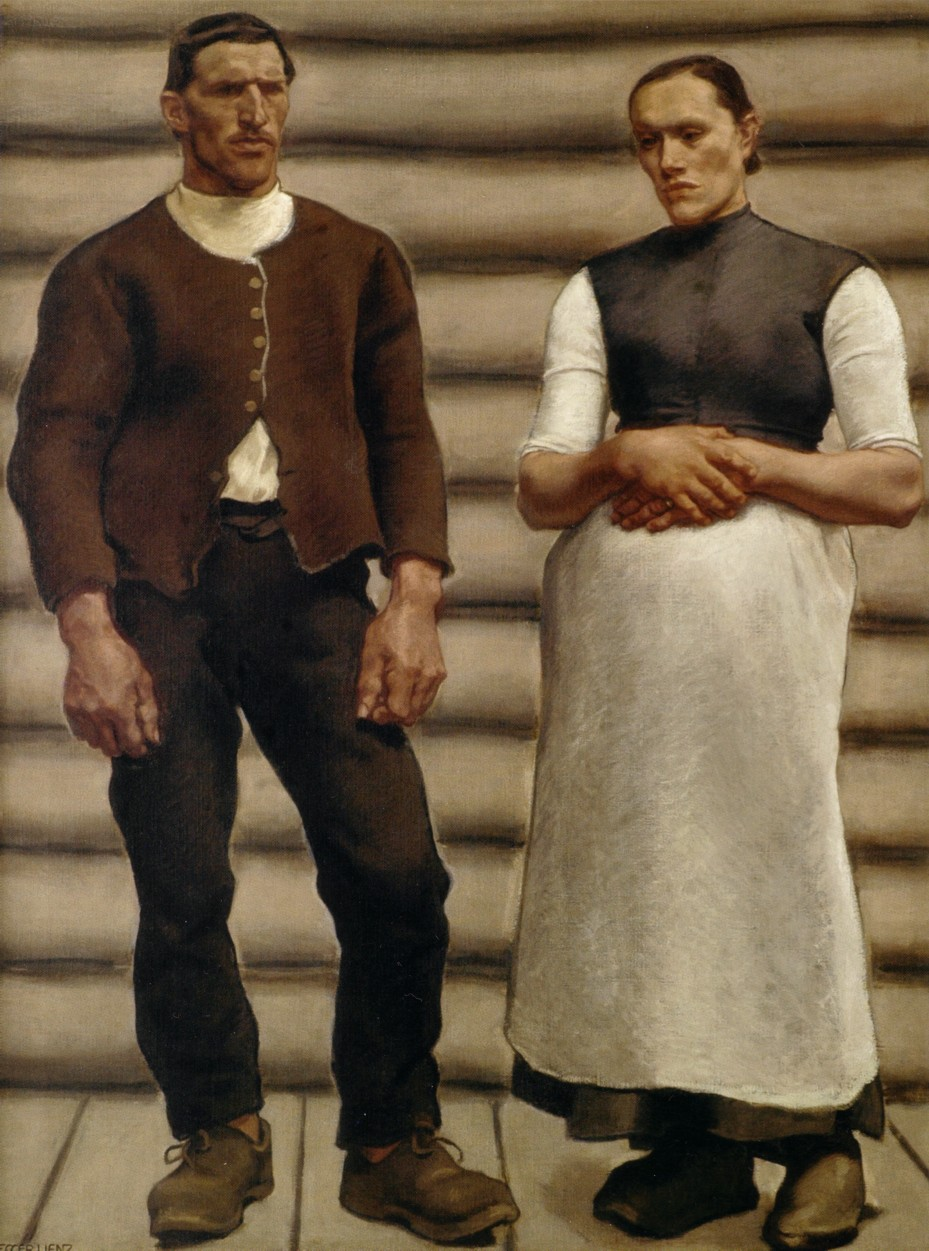
Mann und Weib (1910)

Unter den Nationalsozialisten wurde Egger-Lienz besonders von Alfred Rosenberg geschätzt, jedoch führte dies zu keiner Ausstellung von Egger-Lienz’ Werken vor dem Anschluss Österreichs 1938. Im selben Jahr arrangierte die Hauptstelle „Bildende Kunst“ in der NSDAP gemeinsam mit der NS-Organisation „Kraft durch Freude“ in Berlin eine große Wanderausstellung mit Werken von Egger-Lienz. Die immer wieder behauptete Wertschätzung Adolf Hitlers für Egger-Lienz ist ein unbelegter politischer Mythos, auch gab Hitler das ihm von der Gaukulturleitung Kärnten zum 50. Geburtstag geschenkte Bild Mann und Weib sofort an die Kärntner Landesgalerie weiter. 1943 wurde im Lienzer Schloss Bruck das noch heute bestehende Egger-Lienz-Museum eröffnet. Von der Kulturpolitik der Nationalsozialisten wurden die Werke der Frühzeit und der Mitte seines Schaffens gegenüber dem Spätwerk bevorzugt, sogar die Kriegsfrauen wurden 1940 ausgestellt, wie auch 1940/41 in der Wiener Galerie Welz – allerdings in einem Separee – das Bild Finale. Andere Bilder wie Die Namenlosen 1914 wurden im nationalsozialistischen Sinne umgedeutet.
Diese offizielle Wertschätzung durch die Nationalsozialisten hat die Rezeption Egger-Lienz’ in der Zweiten Republik nachhaltig behindert. Zwischen 1945 und 1996 fanden nur vier Einzelausstellungen statt. Noch 1968 wurde Eggers runder Geburtstag selbst in Tirol ignoriert, erst 1976 und wieder 1996 gab es zu den runden Todestagen Ausstellungen im Tiroler Landesmuseum Ferdinandeum. Gemäß seinem Biographen Wilfried Kirschl ist in den letzten Jahren in der Rezeption Eggers ein Abweichen von der Betonung des Populären, Typischen hin zum Gestalter des Kriegserlebnisses und der späten Gedankenbilder festzustellen. Robert Holzbauer sieht für die Zukunft die Einordnung Egger-Lienz’ als Vertreter der Klassischen Moderne.

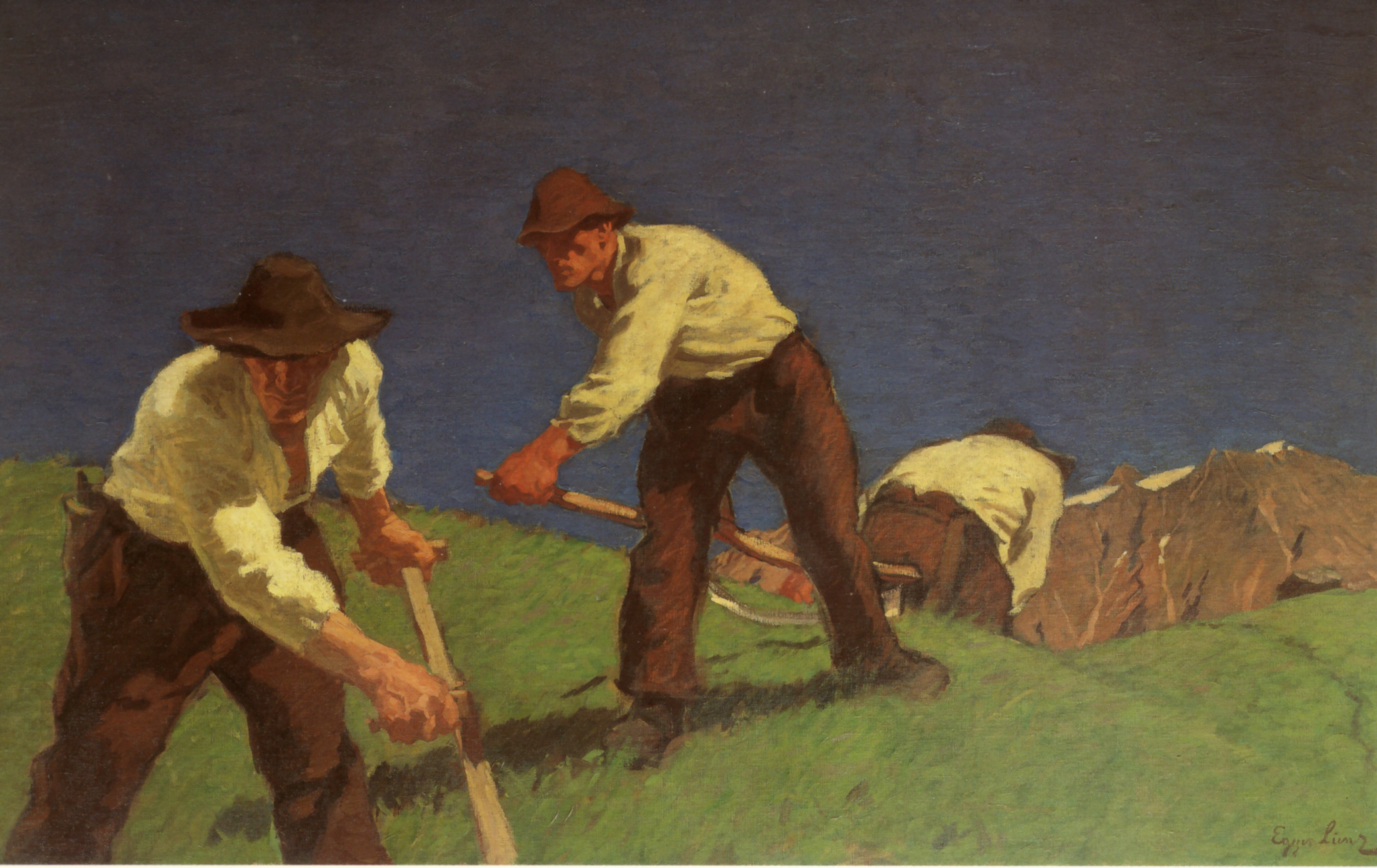
Bergmäher (1. Fassung, 1907)

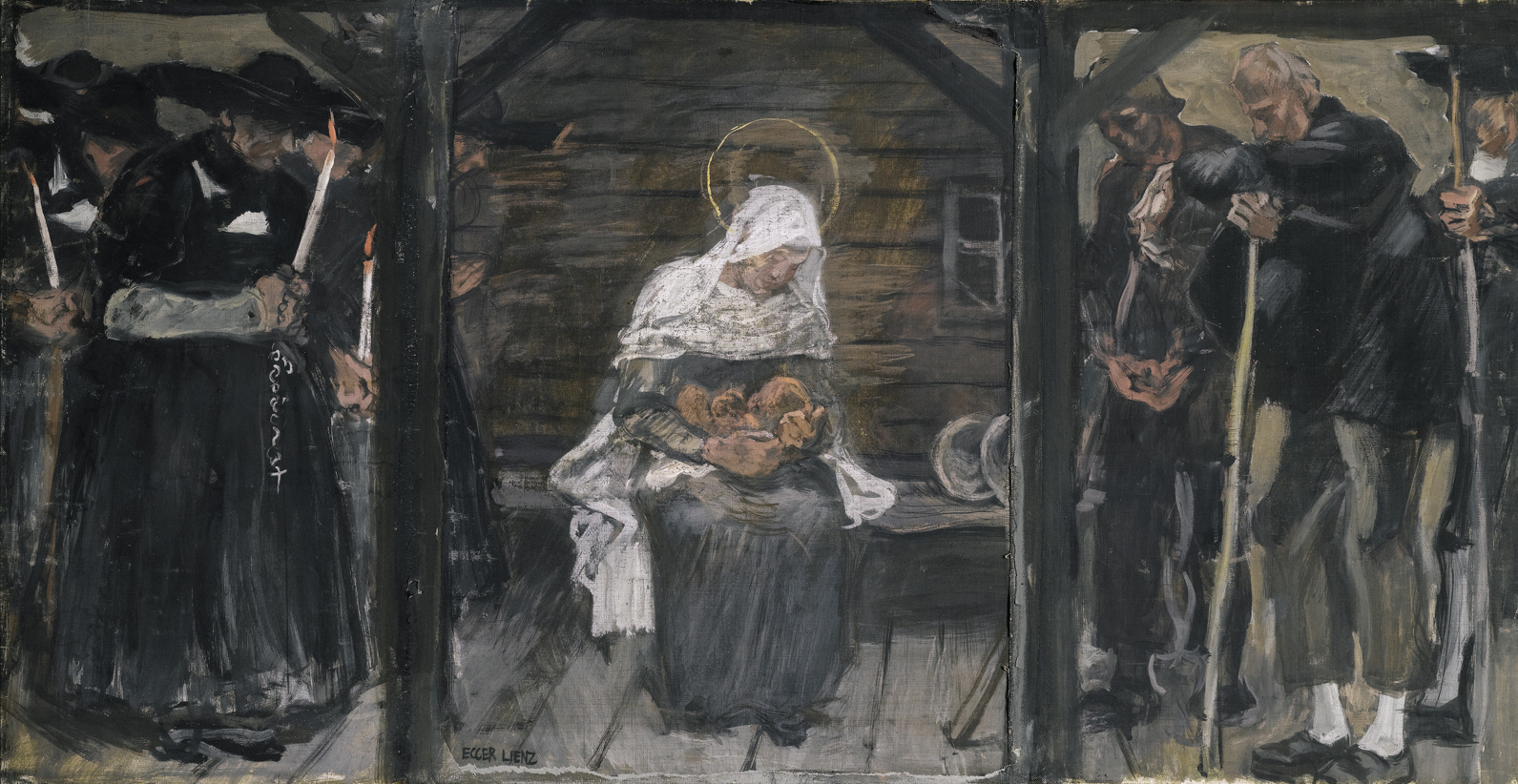
Wallfahrer (Vorstudie, 1904)

Auf dem Kunstmarkt wird die große Zahl an Fassungen und Repliken der einzelnen Bilder als preishemmend angesehen. Der Markt ist auch im Wesentlichen auf Österreich beschränkt. Der höchste für ein Bild von Egger-Lienz erzielte Preis liegt bei knapp über eine Million Euro, die bei einer Versteigerung im Wiener Dorotheum für eine Version des Totentanz 1809 bezahlt wurden. Der höchste internationale Preis waren rund 208.000 Euro für eine Version der Bergmäher von 1907, die 2002 bei Sotheby’s in London erzielt wurden.
Seine Werke befinden sich vor allem in österreichischen Museen, wie Schloss Bruck in Lienz, dem Tiroler Landesmuseum Ferdinandeum in Innsbruck, dem Lentos Kunstmuseum, dem Heeresgeschichtlichen Museum, im Belvedere, der Albertina und dem Leopold Museum.

## Würdigung
Die Österreichische Post veröffentlichte 1932, in einer 6 Werte umfassenden Serie über österreichische Maler, auch einen Wert mit dem Porträt von Egger-Lienz. Später wurden noch dreimal Briefmarken herausgegeben, denen Motive von Egger-Lienz zugrunde liegen (100 Jahre Künstlerhaus, 1961; Weihnachten, 1969; Europäischer Familienkongress, 1978).
Die 1-Schilling-Münze der Nachkriegszeit aus Aluminium von Michael Powolny zeigte die Figur des Teufels aus Egger-Lienz’ Gemälde Sämann und Teufel aus 1921. Sie löste wegen des Motivs Diskussionen aus. Sie wurde von 1946 bis 1957 ausgegeben und war bis 1961 in Umlauf.
1930 wurde in Wien-Meidling die Egger-Lienz-Gasse nach dem Maler benannt. Im gleichen Jahr wurde in Innsbruck die Staatsbahnstraße zu seinen Ehren in Egger-Lienz-Straße umbenannt. In Lienz befindet sich der Egger-Lienz-Platz. 1951 wurde eine Gedenktafel am ehemaligen Wohnhaus des Künstlers in der Veithgasse 3 in Wien angebracht. Ein Denkmal befindet sich in Längenfeld in Tirol, wo er seine Sommeraufenthalte verbrachte. Im Bozner Stadtteil Gries-Quirein erinnert die Egger-Lienz-Straße an den Künstler.

## Werke (Auswahl)
- Sonntagmorgen (Privatbesitz), 1897, Öl auf Leinwand, 94,7 × 69,2 cm
- Die Wallfahrer (Mannheim, Kunsthalle), 1904–1905
- Der Totentanz von Anno 09 (Wien, Belvedere), 1906–1908, Öl auf Leinwand, 225 × 233 cm
- Bergmäher (Wien, Leopold Museum), 1907, Öl auf Leinwand, 94,3 × 149,7 cm
- Makabrer Tanz (Lienz, Museum der Stadt), 1907
- Anno Neun (Lienz, Schloss Bruck), 1908/09, Kasein auf Leinwand, 265 × 456 cm
- Mann und Weib oder Das Menschenpaar (Klagenfurt, Landesmuseum Kärnten), 1910
- Mittagessen oder Die Suppe (Wien, Leopold Museum), 1910, Öl auf Leinwand, 91 × 141 cm
- Almlandschaft im Ötztal (Wien, Leopold Museum), 1911, Öl auf Leinwand, 32,5 × 52,5 cm
- Schnitter (Lienz, Museum der Stadt), 1914–1918, Öl auf Leinwand
- Den Namenlosen 1914 (Wien, Heeresgeschichtliches Museum), 1916, Tempera auf Leinwand, 245 × 476 cm[23]
- Ein Mäher (Innsbruck, Tiroler Landesmuseum), 1916–1918, Öl auf Leinwand, 70 × 57 cm
- Finale (Wien, Leopold Museum), 1918, Öl auf Leinwand, 140 × 228 cm
- Toter Soldat aus der "Missa eroica" (Wien, Heeresgeschichtliches Museum), 1918, Tempera auf Leinwand
- Leichenfeld II (Wien, Heeresgeschichtliches Museum), 1918, Öl auf Leinwand, 70,5 × 119,5 cm
- Ila, die jüngere Tochter des Künstlers (Linz, Lentos Kunstmuseum, Inv.Nr. 155), 1920, Öl auf Holz, 82 × 72 cm
- Die Schnitter (Wien, Leopold Museum), um 1922, Öl auf Leinwand, 82 × 138 cm
- Die Quelle (Wien, Leopold Museum), 1923, Öl auf Leinwand, 85 × 126 cm
- Das Tischgebet (Innsbruck, Tiroler Landesmuseum), 1923, Öl auf Leinwand, 136 × 188 cm
- Christi Auferstehung (Innsbruck, Tiroler Landesmuseum), 1923–1924, Öl auf Leinwand, 197 × 247 cm
- Der Bauer (Auktion Dorotheum, Wien, Mai 2011), 1925–1926, Ölstudie auf Leinwand, 70 × 99 cm
- Wallfahrer (Privatbesitz), 1904, Ölstudie auf Leinwand, 56,5 × 108 cm
- Totentanz 1809 (Auktion Dorotheum Wien, 22. Juni 2021), signiert, datiert Egger-Lienz 1916, Variante der vierten Fassung, Kasein auf Leinwand, 130 × 165 cm, in Originalrahmen

## Weiterführende Literatur
- Albin Egger-Lienz. Der Mensch, das Werk, Selbstzeugnisse. Mit Beiträgen von Ila Egger-Lienz und Kristian Sotriffer. Haymon, Innsbruck 1996. ISBN 3-85218-227-1.
- Ila Egger-Lienz: Mein Vater Albin Egger-Lienz. Deutscher Alpenverlag, Innsbruck 1939 (zuletzt 1981, ISBN 3-85395-026-4).
- Johanna Felmayer: Egger-Lienz, Albin Ingenuin. In: Neue Deutsche Biographie (NDB). Band 4, Duncker & Humblot, Berlin 1959, ISBN 3-428-00185-0, S. 334  (Digitalisat).
- Maria Rennhofer: Albin Egger-Lienz. Leben und Werk 1868–1926. Christian Brandstätter Verlag, Wien 2000, ISBN 3-85498-087-6.
- Agnes Husslein-Arco, Helena Pereña, Stephan Koja (Hrsg.): Totentanz: Egger-Lienz und der Krieg. Ausstellungskatalog, Belvedere, Wien 2014, ISBN 978-3-902805-43-0.